# Немачка подморница У-19
Подморница У-19 је била Немачка подморница типа II-Б и коришћена у Другом светском рату. Подморница је изграђена 16. јануара 1936. године и служила је у 1. подморничкој флотили (1. јануар 1936 — 1. август 1939) - борбени брод, 1. подморничкој флотили (1. септембар 1939 — 31. децембар 1939) - борбени брод, 1. подморничкој флотили (1. јануар 1940 — 30. април 1940) - борбени брод, 1. подморничкој флотили (1. мај 1940 — 30. јун 1940) - школски брод, 24. подморничкој флотили (1. јул 1940 — 18. децембар 1940) - школски брод, 22. подморничкој флотили 19. децембар 1940 — 1. мај 1942. - школски брод, и 30. подморничкој флотили (1. октобар 1942 — 11. септембар 1944) - борбени брод.

## Служба
Дана, 25. августа 1939. године, подморница У-19, полази из базе Вилхелмсхафен, и одлази да патролира на унапред одређеној позицији, у случају да Велика Британија и Француска отпочну са ратним операцијама против Трећег рајха, након Немачког нападна Пољску. Након 22 дана патролирања, 15. септембра, У-19 упловљава у базу Кил, где остаје до 27. септембра када одлази у нову патролу. Пет дана касније, по завршеном полагању мина, У-19 се враћа у базу Кил, одакле креће 14. октобра у нову мисију полагања мина, и већ 18. октобра упловљава и Вилхелмсхафен.
У 02:00 сати, 21. октобра 1939. године, француски трговачки брод  удара у једну мину коју је 16. октобра плоложила У-19, и тоне на око 2 наутичке миље источно од брода светионика код Инер Даусинга. Истог дана, норвешки танкер Deodata удара у једну мину коју је 16. октобра положила У-19, и тоне на око 1,5 наутичку миљу од брода светионика код Инер Даусинга. Свих 23 чланова посаде сакупио је Горлестонски спасилачки брод Louise Stephens. Три дана касније, 24. октобра, у 09:00 сати, грчки трговачки брод  удара у једну мину, коју је положила 16. октобра У-19, и тоне у близини брода светионика код Инер Даусинга. Четири члана посаде су погинала, а остале спасава Гарлестонски спасилачки брод Louise Stephens.
Подморница У-19, полази 14. новембра из базе Вилхелмсхафен, у нову мисију полагања мина. У 11:55 сати, 18. новембра 1939. године, југословенски трговачки брод  удара у једну мину, коју је истог дана положила У-19, и тоне на око 3,5 наутичке миље од брода светионика код Шипвеша. Комплетна посада југословенског брода је преживела напад. Два дана касније, У-19 упловљава у Вилхелмсхафен. На своје ново патролирња, У-19 ће кренути тек 4. јануара 1940. године. Пет дана касније, 9. јануара, у 02:21 сати, норвешки трговачки брод  је био погођен једним торпедом од У-19, у близини рта Кинеирд, и тоне за два минута заједно са 9 чланова посаде. Осам преживелих чланова посаде, успевају да се ухвате за један преврнути чамац за спасавање, али оскудно обучени, по лошем времену, четворица од њих не успевају да остану уз чамац. Након 8 сати, четворицу преживелих спасава норвешки трговачки брод Leka, заједно са још двојицом преживелих чланова посаде, који су се налазили на једном сплаву. Дана, 12. јануара, У-19 упловљава у базу Кил, из које ће 18. јануара, кренути на ново патролирање.
Ујутру, 23. јануара 1940. године, У-19 уочава око 20 издвојених и небрањених трговачких бродова, источно од острва Лонгстон. Бродови су припадали конвоју HN-8, који је дан раније приспео у Матил, и пловили су дуж обале. У 08:43 сати, норвешки трговачки брод Pluto је погођен по средини брода једним торпедом, испаљеног са подморнице У-19, и тоне у року од 6 минута. Британски трговачки брод Baltanglia (заповедник Џорџ Едвард Томас), који је пловио одмах иза, почиње да маневрише, како би спасио бродоломнике, сматрајући да је норвешки брод ударио у мину. Међутим, један фински трговачки брод стиже први, и сакупља све бродоломнике, које касније искрцава у Сихаус, Нортамерленд. У 08:55 сати, Baltanglia је погођен по средини брода, једним торпедом испаљеног из У-19, и тоне након 14 минута, југоисточно од Фарнских острва. Посада напуста брод у два чамца за спасавање, који су касније одвучени од локалних рибарских бродова из Сихауса.
Два дана касније, 25. јануара, у 21:12 сати, незаштићени летонски трговачки брод Everene, је био погођен једним торпедом, испаљеног из У-19, и тоне полако на око 5 наутичке миље од Лонгстонског светионика, Фарнска острва. Један члан посаде је погинуо, док осталих 30 спасавају британски рибарски бродови Dole и Evesham. Истог дана у 21:30 сати, норвешки трговачки брод  је био торпедован и потопљен од У-19, на око 4,5 наутичке миље источно од Лонгстонског светионика, северно од Њукасла. Десет члана посаде гине, док су преосталих 8 спасени и пребачени у Метил, Четворицу од њих је спасио норвешки брод Vim. Дана, 28. јануара 1940. године, У-19 упловљава у базу Вилхелмсхафен, где остаје до 14. фебруара, када одлази на ново патролирање. Током овог патролирања, 21. фебруара, У-19 је напднута дубинским бомбама од једног британског ескортног брода, које су лакше оштетиле подморнице, и она се враћа 26. фебруара у Вилхелмсхафен. По завршеном краћем ремонту, подморница У-19 полази 14. марта на ново патролирање.
У 21:35 сати, 19. марта 1940. године, подморница У-19 уочава два трговачка брода, и напада први од њих - дански трговачки брод Minsk, у 22:21 сати, једним торпедом, које погађа брод у пределу машинског одељења, и изазива његово потонуће у року од 6 минута. У 22:37 сати, испаљено је друго торпедо, које погађа други брод - дански трговачки брод Charkow, који тоне у року од 4 минута, заједно са комплетном посадом од 20 чланова. Од 20 чланова посаде брода Minsk, погинло је 11, док је преостлаих 9 спасио британски разарач HMS Esk (H 15). Сутрадан, 20. марта, у 04:15 сати, У-19 уочава друга два трговачка брода, и 20 минута касније испаљује једно торпедо ка првом броду, али оно промашује мету. У 04:57 сати, друго торпедо које је испаљено, погађа дански трговачки брод Viking у пределу машинског одељења, и тоне брзо, заједно са 15 чланова посаде. Свега 2 члана његове посаде су преживела напад. Други брод, дански трговачки брод Bothal, је погођен у 05:15 сати, једним торпедом по средини брода, и тоне након што се преломио на два дела. Од 20 чланова његове посаде, 15 је погинуло.
Дана, 23. марта 1940. године, подморница У-19, упловљава у Вилхелмсхафен, чиме је завршила своје осмо патролирање. У нову патролу, У-19 полази из Вилхелмсхафена 3. априла, али након 21-ног дана безуспешног патролирања, она упловљава у базу Кил. Од 1. маја 1940. године, У-19 се користи као тренажни брод, а од 19. децембра 1940. године, до 1. маја 1942. године, као школски брод. По доношењу одлуке, да немачка формира једну флотилу подморница на Црном мору, подморница У-19 је уврштена у новоформирану 30. флотилу, и отпочиње се са њеним пребацивањем у базу Констанца, Румунија. На своје прво борбено патролирање Црним морем, У-19 полази из Констанце 21. јануара 1943. године. У периоду од 21. јануара 1943. године, до 6. маја 1944. године, подморница У-19 је извршила 9 борбених патрола (232 дана на мору), али није забележила никакве успехе. Приликом свог другог патролирања Црним морем, 13. фебруара 1943. године, подморница је нападнута од непознатог авиона, који је на њу бацио две бомбе, али је претрпела само лакша оштећења.
Подморница У-19 полази из Констанце 6. јуна 1944. године, на своје 10 патролирање Црним морем. У 15:58 сати, 27. јуна, У-19 напада један совјетски конвој торпедима, и потапа баржу Barzha No 75 (приближно од 1.000 тона), северозападно од места Туапсе. Након 33 дана патролирања, У-19, упловљава 8. јула у Констанцу. Дана, 23. августа 1940. године, Румунија капитулира, и нова влада, два дана касније објављује рат Трећем рајху, што је довело до тога, да немачка морнарица више није могла да користи Констанцу као базу за своје подморнице. Подморница У-19 је напустила Констанцу 25. августа, и отишла на своју последњу патролу. Дана, 2. септембра 1944. године, у 05:22 сати, совјетски флотни миноловац , који је пловио југоисточно од Констанце, заједно са румунским минополагачем Admiral Murgescu (812 тона), торпедован је и потопљен од У-19. Ово је био последњи брод, који је потопљен од стране немачких подморница на Црном мору, током Другог светског рата. Пошто је Румунија званично 25. августа објавила рат Немачкој, совјети су оптужили румунску морнарицу за издајство и саучешниство у потапању њиховог брода, јер румунски минополагач није био нападнут. Дана, 5. септембра, совјети користе као изговор потапање овог флотног миноловца и заплењују комплетну румунску флоту. Када је Бугарска, 8. септембра 1944. године, објавила рат Трећем рајху, немачке подморнице на Црном мору више нису поседовале ни једну базу у којој би могле да уплове, те је донесена одлука, да посаде потопе сопствене подморнице. Подморница У-19 је потопљена од посаде 11. септембра 1944. године, у близини Турске обале.

## Команданти
- Виктор Шуце - 16. јануар 1936 — 30. септембар 1937. (Витешки крст)
- Ханс Мекел - 30. септембар 1937 — 1. новембар 1939.
- Вилхелм Милер-Арнеке - 2. новембар 1939 — 2. јануар 1940.
- Јоахим Шепке - 3. јануар 1940 — 30. април 1940. (Витешки крст)
- Вилфрид Прелберг - 1. мај 1940 — 19. јун 1940.
- Петер Ломајер - 20. јун 1940 — 20. октобар 1940.
- Волфганг Кауфман - 21. октобар 1940.- 8. новембар 1940.
- Рудолф Шендел - 8. новембар 1940 — 31. мај 1941.
- Герхард Литершајд - 1. јун 1941. - фебруар 1942.
- Ханс-Лудвиг Гауде - 16. децембар 1941. - фебруара 1942.
- Ханс-Лудвиг Гауде - фебруар 1942. - 30. април 1942.
- Ханс Лудвиг Гауде - 1. октобар 1942 — 2. децембар 1943.
- Вили Оленбург - 3. децембар 1943 — 6. септембар 1944.
- Хуберт Верпортен - 7. септембар 1944 — 11. септембар 1944.

## Бродови
| Име брода | Држава                | Тежина     | Година изградње | Датум напада       | Напомена |
| --------- | --------------------- | ---------- | --------------- | ------------------ | -------- |
|           | Француска             | 3.087 тона | 1923.           | 21. октобар 1939.  | Потопљен |
|           | Норвешка              | 3.295 тона | 1897.           | 21. октобар 1939.  | Потопљен |
|           | Краљевина Грчка       | 5.962 тона | 1913.           | 24. октобар 1939.  | Потопљен |
|           | Краљевина Југославија | 6.371 тона | 1928.           | 18. новембар 1939. | Потопљен |
|           | Норвешка              | 1.343 тона | 1916.           | 9. јануар 1940.    | Потопљен |
|           | Уједињено Краљевство  | 1.523 тона | 1921.           | 23. јануар 1940.   | Потопљен |
|           | Норвешка              | 1.598 тона | 1918.           | 23. јануар 1940.   | Потопљен |
|           | Летонија              | 4.434 тона | 1906.           | 25. јануар 1940.   | Потопљен |
|           | Норвешка              | 1.300 тона | 1919.           | 25. јануар 1940.   | Потопљен |
|           | Данска                | 1.026 тона | 1913.           | 19. март 1940.     | Потопљен |
|           | Данска                | 1.229 тона | 1911.           | 19. март 1940.     | Потопљен |
|           | Данска                | 2.109 тона | 1920.           | 20. март 1940.     | Потопљен |
|           | Данска                | 1.153 тона | 1893.           | 20. март 1940.     | Потопљен |
| ]         | СССР                  | 1.000 тона | --              | 27. јун 1944.      | Потопљен |
|           | СССР                  | 441 тона   | 1939.           | 2. септембар 1944. | Потопљен |